# لواء إس إس بانزرجرينادير 49
لواء بانزرجرينادير إس إس 49 عبارة عن وحدة فافن إس إس لم تدم طويلاً، وتم تشكيلها في يونيو 1944 من SS Kampfgruppen (مجموعات القتال) 1 و 2. على الرغم من أنه تم تعيين بانزرجرينادير ( المشاة الميكانيكية ) إلا أن الوحدة كانت مزودة بمركبات ذات عجلات. أمر مكتب قوات الأمن الخاصة الرئيسي بإعادة تشكيلها لتصبح قسم بانزر إس إس 26 في 10 أغسطس، لكن هذا كان من الناحية النظرية. لعبت دورًا بسيطًا في معركة فرنسا قبل دمجها في فرقة إس إس بانزرجرينادير -37 التابعة للفرقة إس إس 17 بانزرجرينادير غوتز فون بيرليتشينغن في 8 أغسطس. 